# 爱丽卡·格林
爱丽卡·米歇尔·玛丽·格林（英语：Erica Michelle Marie Green）（1997年5月15日—2001年4月28日），也被称为“珍爱无名氏”，是一名美国三岁女孩，于2001年4月在密苏里州堪萨斯城被杀。2001年4月28日找到她被斩首的尸体，5月1日在尸体附近找到她的头，在2005年5月5日确认身份。格林引起媒体和公众的广泛关注。

## 发现
2001年4月28日，在美国密苏里州堪萨斯城59街希布斯公园和肯辛顿大道附近发现了一具被斩首的非裔女孩尸体。2001年5月1日，在尸体发现地东南约150至200码的地方发现女孩的头部在垃圾袋中。

## 宣传
由于事情的残酷性和很长一段时间未确认身份，她引起全美国的关注。警方公布肖像草图，计算机面部重建以及至少两个半身像。该案曾多次出现在电视节目《美国头号通缉犯和悬案档案》中。

## 标识
2005年5月5日，她的身份确认是来自俄克拉何马州三岁女童爱丽卡·格林。她的母亲米歇尔·约翰逊（也被称为米歇尔·皮尔斯）和继父哈雷尔·约翰逊被指控谋杀，并从俄克拉何马州引渡到密苏里州接受指控。米歇尔·约翰逊的另外八个孩子被国家监护或交给亲属。2005年12月3日，检察官宣布将寻求对埃里卡的继父哈雷尔·约翰逊处以死刑。警方表示，埃丽卡在遭到残忍殴打后，被树篱刀砍下头。约翰逊的表妹拉万达·德里斯凯尔说米歇尔帮助哈雷尔处理尸体，把尸体从家里带走，就像睡在婴儿车里一样，并告诉德里斯已经把格林交给一个愿意抚养她的女人（当时哈雷尔在监狱）。

## 定罪
2008年10月8日，哈雷尔·约翰逊以一级谋杀罪被判处终身监禁。2008年10月22日，米歇尔·约翰逊以2007年对二级谋杀罪认罪和对哈雷尔的证词被判处25年监禁。